# Hajen-klassen
Hajen-klassen var en klasse af torpedobåde i det danske søværn.
Klassen bestod af de tre torpedobåde Hajen, Havørnen og Søbjørnen. De tre skibe blev alle bygget på Orlogsværftet på Holmen i København. Foruden at være større end tidligere torpedobåde havde de kraftigere maskineri og kunne dermed skyde en større fart. 
| Navn      | Kølen lagt | Søsat | Indgået | Navngivet af | Udfaset |
| --------- | ---------- | ----- | ------- | ------------ | ------- |
| Hajen     | -          | 1896  | -       | -            | 1928    |
| Havørnen  | -          | 1897  | -       | -            | 1928    |
| Søbjørnen | -          | 1898  | -       | -            | 1928    |